# Ruční pletací stávek

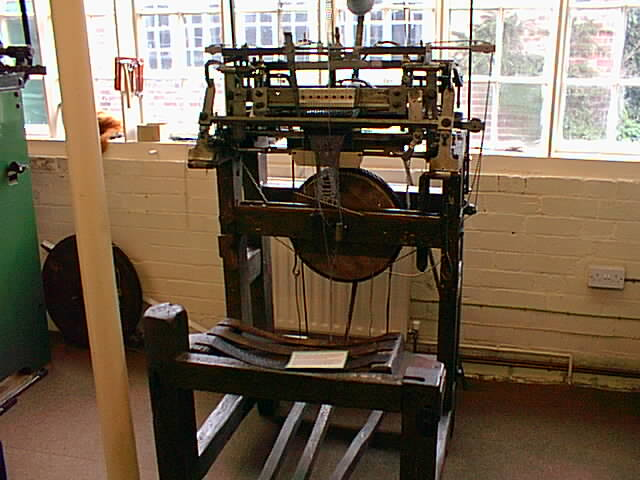
Muzeální model “stocking frame” v anglickém Rudingtonu

Ruční pletací stávek (angl.: stocking hand frame, něm.: Handwirkmaschine) je nejstarší mechanické zařízení k výrobě zátažných pletenin.
Za vynálezce stávku je všeobecně považován Angličan William Lee, který si v roce 1589 chtěl nechat svoji konstrukci patentovat, královna však jeho návrh odmítla.

## Funkce ručního stavu

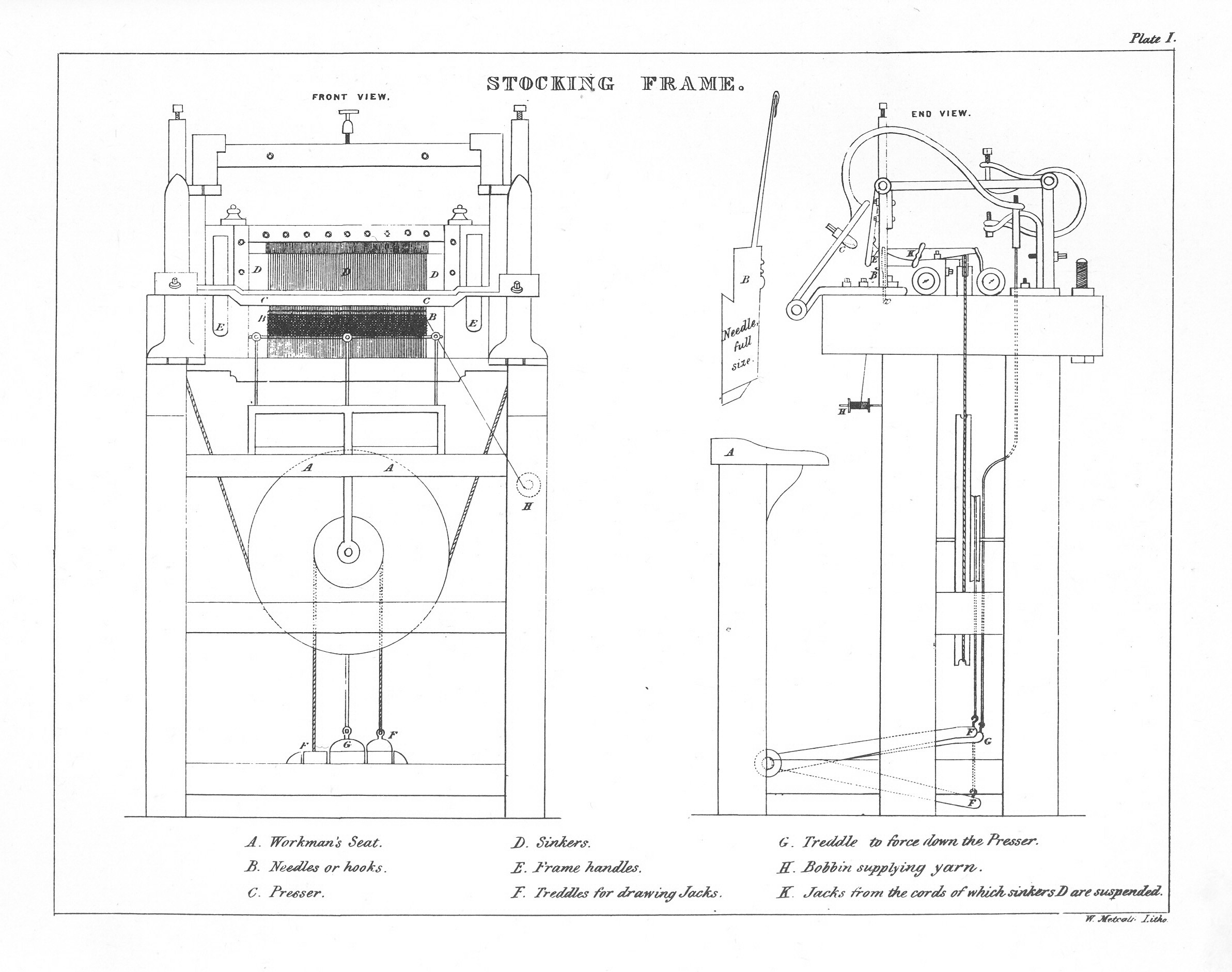
Schéma pracovních orgánů stávku

O původní konstrukci zařízení není známá žádná dokumentace. William Lee sice měl sám prakticky používat devět stávků, z těch se však nic nezachovalo. První konstrukční nákresy zhotovili pamětníci až asi 50 let po podání patentu .
Zařízení sestává z vodorovně umístěného jehelního lůžka, s pevně zasazenými háčkovými jehlami vedle sebe v jedné řadě. Mezi jehlami se pohybují kolmo k nim platiny a v podélném směru k jehelnímu lůžku lisovací lišta. Platiny a lis jsou ovládány pákovým ústrojím spojeným provazy se třemi pedály umístěnými pod jehelním lůžkem.
Obsluha stavu ukládá ručně pro každou novou řadu zpracovávanou nit do jehelního lůžka a postupně sešlapuje pedály tak, že se vytvoří řádek zátažné pleteniny.
Na nákresu vpravo je přibližné schéma původního stávku s částmi:
A - sedátko obsluhy, B – pletací jehly, C – lis, D - platiny, E - rukojeti, F - pedál k ovládání platin, G - pedál na stlačování lisu, H - cívka s přízí, K - zdvihadlo platin

## Z dalšího vývoje pletacího stávku
Na původním zařízení s cca 3 jehlami na centimetr se dalo uplést až 600 oček za minutu. Stav musely však obsluhovat dvě osoby a vyrobená pletenina měla jen podřadnou kvalitu. Teprve na zdokonalené konstrukci (asi po roce 1750) byly výrobky ze stávku kvalitativně srovnatelné s ručními pleteninami. V polovině 19. století bylo v Anglii instalováno nejméně 20 000 těchto stávků.
V roce 1769 nahradil Angličan Wise šlapací pedály otočným mechanizmem, který umožnil pohon stávku vodním kolem nebo parním strojem. Leeův princip mechanizace pletení využil Američan Cotton ve svých patentech na kotonový stávek v letech 1846 až 1864. Tento stroj se používal ve značném rozsahu až do poloviny 20. století.

## Obsah článku
Všechny věcné údaje v tomto článku se zakládají na textu knihy Knitting Technology. 